# Rafael de Rodas y Hoyos
Rafael de Rodas y Hoyos (Alameda, 10 de diciembre de 1770-¿1846?) fue un jurista, empresario y político español.

## Biografía
Nació el 10 de diciembre de 1770 en la localidad malagueña de Alameda. Hizo estudios elementales en Antequera y estudió Leyes en Granada; bachiller en Leyes en 1791, fue acogido como abogado de los Reales Consejos en 1798 y se avencindó en Madrid, ingresando en la Academia de Derecho de Santa Bárbara, que le premió con medalla de plata en 1802 por una disertación sobre el libro VII De causis corruptarum artium de Luis Vives. En 1803 tradujo El sistema universal de los principios del derecho marítimo de la Europa de Domingo Alberto Azuni, trabajo cuya importancia reconoció Manuel Godoy en sus Memorias.
Al descubrir en las salinas de Espartinas, cerca de Ciempozuelos, el mineral de sulfato sódico luego bautizado como thenardita, Rodas decidió abrir una fábrica de jabones en dicho emplazamiento. También financiar y construir en la cercana Aranjuez una fábrica de vidrio fino y blanco para ventanas, fanales y otros usos que desde 1829 contó con Privilegio Real de exclusividad para cinco años. También en 1829 participó en "Rodas, Bernáldez y Compañía", una fábrica de manufacturas de latón instalada en la localidad albaceteña de Riópar, cerca de Alcaraz, antiguas Reales Fábricas de Bronce y Latón de Carlos III. Además, asumió la dirección de esta empresa junto con otra madrileña, "Rodas y Compañía" una firma de comercio de minería asentada en Madrid que participó en la explotación de este sector en la Sierra Almagrera de Almería y prosiguieron sus herederos desde los años cuarenta.
Interesado por los avances tecnológicos en minería, metalurgia y química, pensionó en 1820 al químico soriano José Duro y Garcés en Francia durante siete años y en 1821 y 1822 se relacionó con el geólogo escocés nacionalizado norteamericano y socialista utópico William Maclure. En 1824 fue nombrado vocal de la Junta de Fomento de la Riqueza del Reino, dos años después le dieron plaza de vocal en la Junta de Calificación de los Productos de la Industria Española remitidos a la Exposición de 1828 y en octubre de 1838 le confiaron la dirección de la recién fundada Caja de Ahorros de Madrid.
En 1834 ya había sentido la tentación de participar en política siendo elegido por Málaga en el estamento de procuradores. En dos legislaturas en dicha cámara participó sobre todo en comisiones y cuestiones económicas de Hacienda, Industria y Comercio. Además de miembro de la Comisión de Rentas Estancadas, colaboró en los presupuestos de Hacienda y en los documentos de giros.